# Prince étranger
L'espressione principe straniero (in francese, prince étranger) indica un rango nobiliare, di grado elevato seppur ambiguo, utilizzato nella corte reale francese dell'Ancien Régime.

## Terminologia

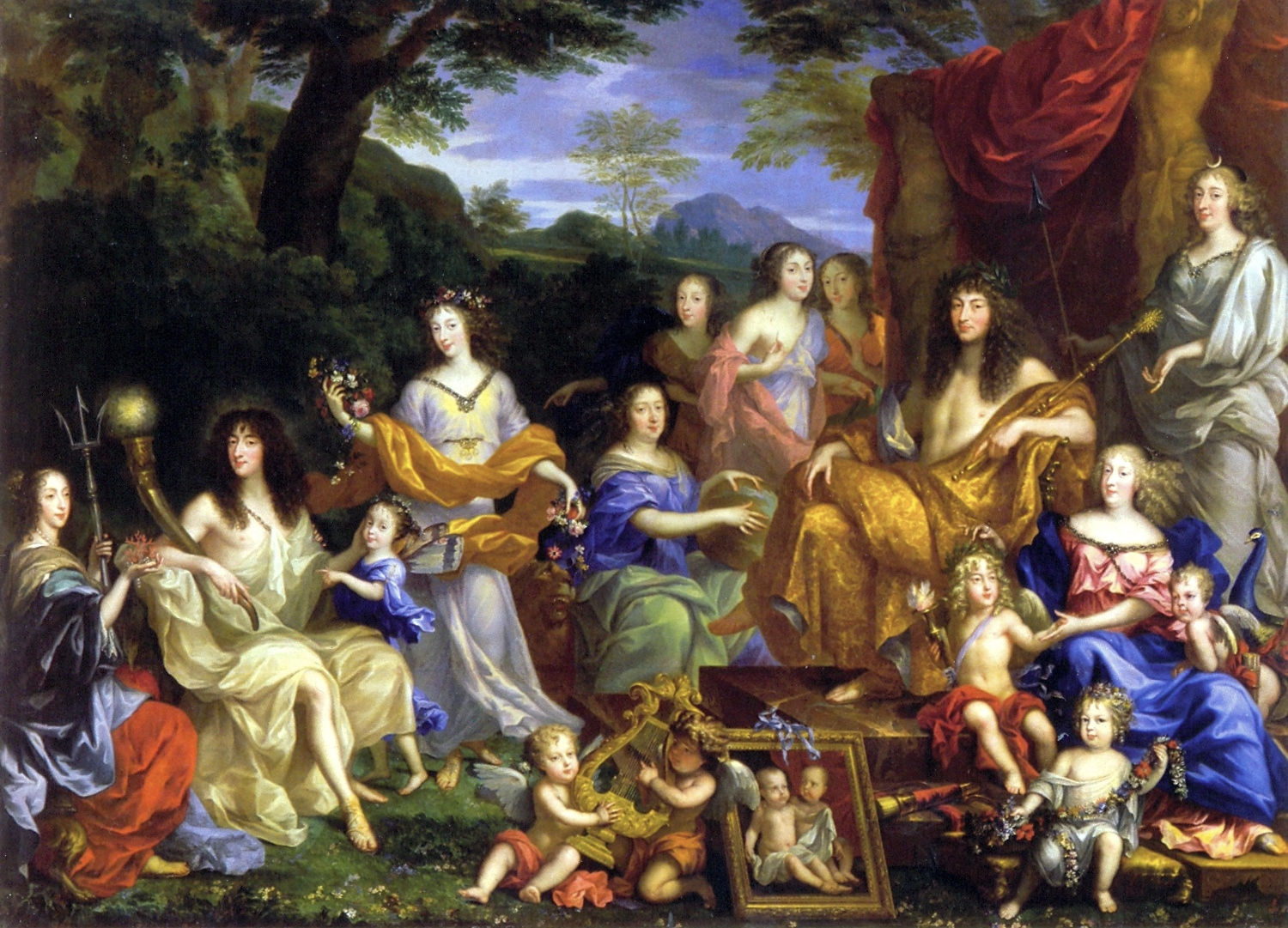
La famiglia di re Luigi XIV in un dipinto del 1670 di Jean Nocret (1617-1672)

Nell'Europa medioevale un nobiluomo portava il titolo di principe come indicazione di sovranità, tanto effettiva quanto potenziale; oltre a questi soggetti (ed ai pretendenti a divenire monarchi), il titolo apparteneva a coloro i quali erano nella linea di successione ad un trono reale o comunque indipendente . Nell'età postmedievale la Francia possedeva numerose categorie di principi, le quali erano spesso in contrasto fra di loro e con altri membri della nobiltà su questioni riguardanti distinzioni e precedenze.
I prince étranger, in Francia, si situavano approssimativamente al di sopra dei prince de titre (principi titolari, ossia detentori di un titolo legale benché straniero di principe, senza alcuna associazione con un reame ereditario) e della maggior parte dei nobili titolati, compresi quelli di rango più elevato fra questi, i duchi. D'altronde il loro rango era inferiore ai membri riconosciuti della Casa Capetingia, la dinastia regnante in Francia sin dal X secolo. In quest'ultima categoria reale, in ordine crescente d'importanza, vi erano compresi:
- princes légitemés (principi legittimati), figli naturali legittimati e discendenti in linea maschile di re francesi;
- princes du sang (principi del sangue), bisnipoti legittimi in linea maschile e discendenti più remoti di precedenti re francesi;
- famille du roi (famiglia immediata del re), che consisteva dei figli legittimi (enfants de France) ed i nipoti in linea maschile (petit-enfants de France) del re o del delfino di Francia.

Questa gerarchia si evolse lentamente presso la corte francese in modo pressoché indipendente dall'evoluzione che il titolo conosceva nel regno della dinastia in questione; al di fuori delle aule del Parlamento di Parigi non era infatti chiaro se i prince étrange si collocavano sopra, sotto o al pari dei pari di Francia.
Esistevano tre tipologie di prince étranger:
- quelli domiciliati in Francia, ma riconosciuti dal re come membri cadetti di dinastie che regnarono all'estero (ad esempio, i Guisa della Casa di Lorena, i Nevers della Casata mantovana dei Gonzaga, i Nemours, cadetti dei duchi di Savoia, eccetera). Di rango superiore a questi vi erano i monarchi deposti, come ad esempio il re Giacomo II d'Inghilterra, la regina Cristina di Svezia o Susanna Enrichetta di Lorena-Elboeuf, duchessa di Mantova, che a corte godevano dei pieni diritti protocollari, almeno fino a quando erano benvenuti in Francia;
- governanti di piccoli principati che abitualmente soggiornavano presso la corte francese (principi di Monaco, duchi di Bouillon, eccetera);
- coloro i quali pretendevano di appartenere ad antiche dinastie regnanti, sia in linea maschile (ad esempio i Rohan) o che pretendevano ad un trono straniero come eredi in linea femminile (La Trémoïlle).

## Status

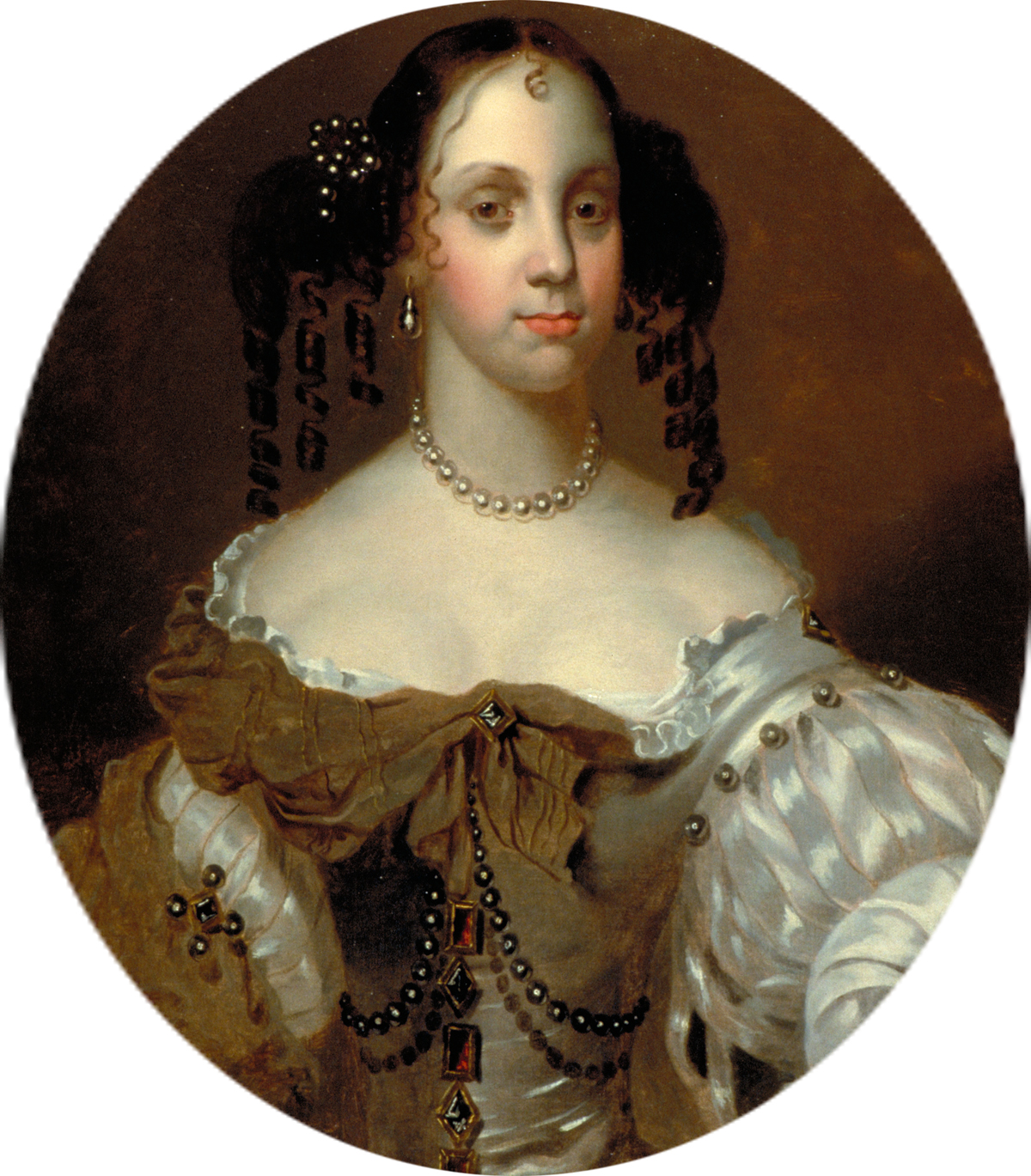
Caterina di Braganza, regina consorte d'Inghilterra, moglie di Carlo II d'Inghilterra

Come i cavalieri erranti della tradizione medievale, fossero in esilio o in cerca di un protettore reale, per vincere riconoscimenti nelle armi, influenza internazionale o semplicemente ricchezze, i principi stranieri spesso migravano verso la corte francese, ritenuta come la più magnifica e munifica dell'Europa del XVII e XVIII secolo. Alcuni di essi governarono piccoli stati di confine (principato di Dombes, Orange, Neuchâtel, Sedan), mentre altri ereditarono, o ricevettero, ampie proprietà terriere in Francia (Guisa, Rohan, La Tour d'Auvergne); altri ancora si trovavano in Francia come rifugiati politici, come ad esempio l'ex regina d'Inghilterra Caterina di Braganza o il principe palatino Edoardo. La maggior parte di essi era ben accetti dai re di Francia ed erano considerati alla stregua di ornamenti viventi alla sua maestà e, se rimanevano a corte, erano spesso ricompensati con comandi militari, tenute, governatorati, ambasciate, sinecure religiose, titoli e, in alcuni casi, splendidi accordi dotali nel caso di matrimonio con principesse reali.
In molti casi la loro presenza a corte era comunque fonte di tensioni e occasionalmente i prince étranger tentarono di minacciare il re. I loro alti natali non attiravano unicamente l'attenzione del re, ma, a volte, fungevano da catalizzatori delle simpatie di nobili francesi, cortigiani frustrati, mercenari, borghesi ambiziosi ed anche province in cerca di un avvocato o un paladino della loro causa (come nel caso della Repubblica Napoletana), spesso in posizione di antagonismo con la corona francese stessa. Ritenendosi essi stessi al pari del re di Francia, i prince étranger tendevano ad inorgoglirsi e qualcuno ambiva ad ottenere poteri e rango sempre superiori o sfidavano apertamente l'autorità del re o del parlamento. In alcune occasioni essi si ribellarono agli ordini reali e si barricarono nei loro castelli di provincia, come fece il principe Filippo Emanuele di Lorena, duca di Mercœur, dichiararono guerra al re (fu questo il caso dei Duchi di Bouillon della famiglia de La Tour d'Auvergne), complottarono contro di esso assieme ad altri principi francesi (Fronda) o si allearono con potenze straniere (Maria di Rohan-Montbazon, duchessa di Chevreuse).

## Rivalità con i pari
Benché durante i ricevimenti formali a corte (i cosiddetti Honneurs du Louvre) le loro origini sovrane venissero riconosciute con una prosa esagerata, i prince étranger erano membri del principale organismo nazionale giudiziario e deliberativo, il Parlamento di Parigi, a condizione che essi detenessero anche una parìa; in questo caso il loro diritto legale di precedenza derivava dalla data di registrazione all'interno dell'assemblea. Le loro note dispute con i duchi, pari del regno, riportate nelle memorie del Duca di Saint-Simon, erano dovute alla mancanza di un rango proprio all'interno del parlamento, dove i pari (i più alti esponenti della nobiltà francese, e principalmente i duchi) avevano diritto di precedenza immediatamente successivo a quello dei principi del sangue. Anche se alla tavola del re e nell'alta società in generale il prestigio dei prince étranger fosse superiore a quello dei pari ordinari, i duchi negavano questa preminenza, sia nelle azioni legali che nel rifiuto di concedere loro la precedenza, in contrasto con la volontà del re.
I prince étranger si scontrarono spesso con i nuovi parvenu a corte di Francesco II, il quale innalzò al rango di pari, oltre a donare ricchezza ed onori, a molti giovani e bei rappresentanti della piccola nobiltà. Questi cosiddetti mignon vennero inizialmente disprezzati e tenuti a distanza dai principi francesi, ma in seguito, accresciutesi le loro ricchezze ed i loro onori, le loro famiglie vennero assorbite nella parìa e le eredità delle loro figlie vennero ricercate anche dalla classe dei principi; è questo il caso del Ducato di Joyeuse che, per matrimonio, passò prima ai Duchi di Montpersier e in seguito ai Duchi di Guisa.
Più frequentemente i prince étranger gareggiavano tra di essi per la posizione ed il prestigio, e in alcuni casi anche con i prince légitmés o addirittura con i principi del sangue.

## FamosiPrince étranger

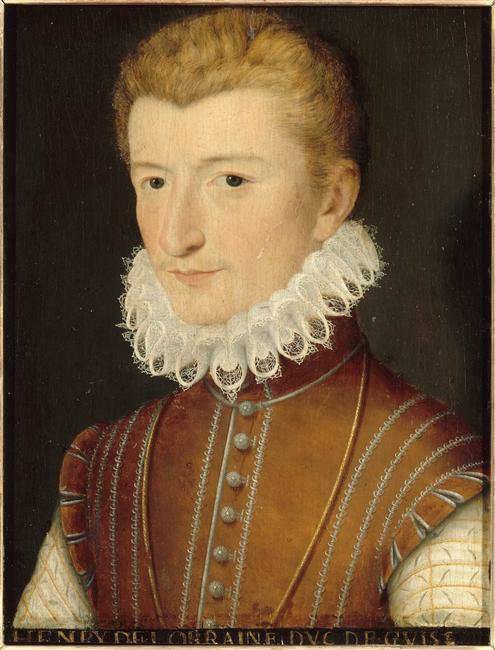
Enrico, duca di Guisa

Durante il regno di Luigi XIV le famiglie che detenevano lo status di prince étranger erano le seguenti:
- i Savoia-Carignano, cadetti dei Duchi sovrani di Savoia;
- i Gonzaga-Nevers cadetti dei Duchi sovrani di Mantova;
- i Guisa, cadetti dei Duchi regnanti di Lorena;
- i La Tour d'Auvergne, Duchi regnanti di Bouillon;
- i Grimaldi, Principi di Monaco;
- i La Trémoille, eredi dei Re di Sicilia.
- i Rohan, eredi dei Duchi di Bretagna.

I principi stranieri più rinomati furono quelli della cattolicissima Casa di Guisa che, in un periodo storico in cui la dinastia dei re Valois si stava avviando all'estinzione e gli Ugonotti si rafforzavano nella difesa del Protestantesimo, volse occhi ambiziosi sul trono stesso, sperando di riuscire ad occuparlo e determinati a controllarlo. Il loro orgoglio era così grande che il duca Enrico di Guisa, benché usato come una semplice pedina dalla famiglia, osò corteggiare apertamente Margherita di Valois, figlia di Enrico II; infine egli venne poi obbligato a sposare frettolosamente un'altra princess étrangère, Caterina di Clèves, per evitargli di essere minacciato dai fratelli offesi di Margherita (ognuno dei quali salì al trono, rispettivamente, come Francesco II, Carlo IX ed Enrico III). Dopo il massacro di San Bartolomeo, i Guisa, risultati trionfatori nel regno, si dimostrarono prepotenti con la Corona, inducendo il re Enrico III a far assassinare il duca Enrico in sua presenza.
Lo status di prince étranger non era automatico: erano necessari il riconoscimento del re e l'autorizzazione di ciascuno dei privilegi connessi al rango; alcuni soggetti e alcune famiglia fecero richiesta di venir considerate come principi stranieri, ma il rango non venne loro mai concesso. Caso esemplare fu quello del principe Eugenio di Savoia, la cui fredda accoglienza presso la corte della famiglia materna lo spinse a rifugiarsi sotto la protezione del Sacro Romano Imperatore, al servizio del quale divenne il flagello militare della Francia per un'intera generazione.
Alcune delle più importanti famiglie ducali francesi, vedendosi negare il titolo di prince étranger, semplicemente lo usurparono. Spesso era reclamato per conto del figlio maggiore, ricordando alla corte che il titolo principesco era comunque subordinato – almeno per legge – a quello di pari e minimizzando il rischio che tale rango potesse venir contestato o interdetto. Fu tipico il caso dei Duchi de La Rochefoucauld: le loro pretese di discendere dal duca sovrano Guglielmo IV di Aquitania e i loro matrimoni con i Duchi sovrani di Mirandola fallirono nel tentativo di procurar loro la designazione a prince étranger; ciononostante l'erede al ducato era conosciuto come Principe di Marcillac, benché questo principato non fosse mai esistito, né in Francia, né altrove.

## Titoli
La maggior parte del prince étranger inizialmente non utilizzò il titolo di principe: dal momento che le famiglie che detenevano questo rango nell'Ancien Régime erano poche e famose, il titolo portava con sé minor distinzione di quanto non facesse già il cognome. Per questo motivo, i titoli nobiliari, anche quello di cavaliere, erano comunemente ed indifferentemente utilizzati dai prince étranger nel XVI e XVII secolo, senza per questo implicare che la loro precedenza a corte fosse governata dal rango del titolo. Il titolo di Visconte di Turenne, ad esempio, reso famoso dal rinomato Maresciallo di Francia, rifletteva meramente una tradizione famigliare, benché egli fosse un prince étranger, in quanto cadetto della Casa di La Tour d'Auvergne, che regnò sul piccolo Ducato di Bouillon durante la rivoluzione francese.
Nel Settecento, dal momento che duchi e nobili minori si arrogarono il titolo di "prince de X", molti prince étranger cominciarono a fare altrettanto. Come per i principi del sangue, i Condé o i La Roche-sur-Yon-Monpersier, era una prerogativa dei principi stranieri quella di assumere unilateralmente un titolo principesco di cortesia grazie al nome di una loro signoria (Principe di Joinville per i Guisa, Principe di Soubise per i Rohan o Principe di Talmont per i La Trémoïlle), anche quando questa non era più detenuta dalla famiglia. Tali titoli, privi di significato, vennero trasmessi in linea ereditaria al pari di una vera parìa.
Inoltre, alcuni titoli nobiliari di principe conferiti a francesi dal Sacro Romano Impero Germanico, dal Papato o dalla Spagna vennero infine accettati anche dalla corte francese, come ad esempio avvenne per quello di Principe di Broglie, Principessa degli Orsini, Principe di Rache, divenendo sempre più comuni nel XVII secolo. Essi d'altronde non portavano con sé un rango ufficiale ed il loro status sociale non era paragonabile né a quello di altri pari né a quello dei prince étranger.
I prince étranger iniziarono tra l'altro ad adottare un costume che si era imposto al di fuori della Francia, cioè quello di premettere al loro nome di battesimo l'appellativo le prince (il principe). Il genealogista per eccellenza della nobiltà francese, Père Anselme, inizialmente deprecò questa nuova usanza ed inserì la dicitura dit (detto) nelle sue voci biografiche, ma, dopo il regno di Luigi XIV, egli registra questo utilizzo tra i prince étranger senza qualificazione.

## Privilegi
I prince étranger era autorizzati ad utilizzare la dicitura di haut et puissant prince (alto e possente principe) nell'etichetta francese; erano inoltre chiamati cugino dal re e potevano godere del trattamento di Vostra Altezza.
Benché Saint-Simon ed altri pari detestassero che venissero concesse queste prerogative ai prince étranger, essi erano ancora più invidiosi di due altri privilegi, il cosiddetto pour (per) ed il tabouret (sgabello). Il primo di questi si riferiva alle stanze assegnate nella reggia di Versailles per consentire ai membri della dinastia reale, agli ufficiali di alto grado del seguito reale, ai pari e ad altri cortigiani favoriti, di vivere sotto lo stesso tetto del re. Queste stanze non erano né ben designate né ben collocate rispetto a quelle della famiglia del re, essendo solitamente piccole e distanti; ciononostante, i pours differenziavano il circolo interno della corte da tutti gli altri frequentatori della reggia.
Il tabouret era un privilegio di ancora maggior pregio: esso consisteva nel diritto di sedere su uno sgabello o ployant (un sedile foderato) alla presenza del re o della regina. Mentre la regina aveva il proprio trono, le filles e petite-filles de France le loro poltrone, le principesse del sangue le loro sedie imbottite con lo schienale rigido, le duchesse i cui mariti erano pari di Francia potevano sedere, vestite ed ingioiellate, in un semicircolo attorno alla regina e agli altri reali, su piccoli e malsicuri sgabelli senza alcun supporto per la schiena – e si ritenevano fortunate tra tutte le donne francesi.
Mentre la moglie di un duca-pari poteva usare un ployant, le altre duchesse, fossero esse francesi o straniere, non godevano di questa prerogativa; tutte le mogli di un prince étranger potevano invece pretendere il tabouret e questo valeva anche per le figlie e le sorelle. La maggior estensione del privilegio per i principi stranieri si basava sulla constatazione che i pari erano degli ufficiali del parlamento, mentre il rango detenuto da un prince étranger derivava da una dignità radicata nel suo sangue piuttosto che nelle sue funzioni. Ne derivava, quindi, che una duchessa-pari condivideva de jure il rango del marito come ufficiale, ma questo non poteva essere esteso a nessun altro membro della famiglia; al contrario, tutti i discendenti in linea maschile di un prince étranger avevano il suo stesso sangue, ed il suo stesso status, e questo valeva anche per la moglie e le mogli dei suoi parenti patrilineari.